# Lijst van steden in Illinois
Dit is een lijst van steden in Illinois.

## A
- Abingdon
- Albion
- Aledo
- Altamont
- Alton
- Amboy
- Anna
- Arcola
- Ashley
- Assumption
- Athens
- Atlanta
- Auburn
- Aurora
- Ava

## B
- Barry
- Batavia
- Beardstown
- Belleville
- Belvidere
- Benld
- Benton
- Berwyn
- Bloomington
- Blue Island
- Braidwood
- Breese
- Bridgeport
- Brookport
- Bunker Hill
- Burbank
- Bushnell
- Byron

## C
- Cairo
- Calumet City
- Canton
- Carbondale
- Carlinville
- Carlyle
- Carmi
- Carrollton
- Carterville
- Carthage
- Casey
- Centralia
- Centreville
- Champaign
- Charleston
- Chenoa
- Chester
- Chicago
- Chicago Heights
- Chillicothe
- Chrisman
- Christopher
- Clinton
- Coffeen
- Colchester
- Collinsville
- Colona
- Columbia
- Country Club Hills
- Countryside
- Creal Springs
- Crest Hill
- Crystal Lake
- Cuba

## D
- Dallas City
- Danville
- Darien
- Decatur
- DeKalb
- Delavan
- Des Plaines
- Dixon
- Du Quoin

## E
- Earlville
- East Dubuque
- East Moline
- East Peoria
- East St. Louis
- Edwardsville
- Effingham
- Eldorado
- Elgin
- Elmhurst
- Elmwood
- El Paso
- Eureka
- Evanston

## F
- Fairbury
- Fairfield
- Fairview Heights
- Farmer City
- Farmington
- Flora
- Freeport
- Fulton

## G
- Galena
- Galesburg
- Galva
- Geneseo
- Geneva
- Genoa
- Georgetown
- Gibson City
- Gillespie
- Gilman
- Girard
- Golconda
- Grafton
- Grand Tower
- Granite City
- Grayville
- Greenfield
- Greenville
- Griggsville

## H
- Hamilton
- Harrisburg
- Harvard
- Harvey
- Havana
- Henry
- Herrin
- Hickory Hills
- Highland
- Highland Park
- Highwood
- Hillsboro
- Hometown
- Hoopeston
- Hurst

## J
- Jacksonville
- Jerseyville
- Johnston City
- Joliet
- Jonesboro

## K
- Kankakee
- Keithsburg
- Kewanee
- Kinmundy
- Knoxville

## L
- Lacon
- La Harpe
- Lake Forest
- Lanark
- La Salle
- Lawrenceville
- Lebanon
- Leland Grove
- Le Roy
- Lewistown
- Lexington
- Lincoln
- Litchfield
- Lockport
- Loves Park

## M
- McHenry
- McLeansboro
- Macomb
- Macon
- Madison
- Marengo
- Marion
- Markham
- Maroa
- Marquette Heights
- Marseilles
- Marshall
- Martinsville
- Mascoutah
- Mason City
- Mattoon
- Mendota
- Metropolis
- Minonk
- Moline
- Momence
- Monmouth
- Monticello
- Morris
- Morrison
- Mound City
- Mounds
- Mount Carmel
- Mount Carroll
- Mount Olive
- Mount Pulaski
- Mount Sterling
- Mount Vernon
- Murphysboro

## N
- Naperville
- Nashville
- Nason
- Nauvoo
- Neoga
- New Boston
- Newman
- Newton
- Nokomis
- North Chicago
- Northlake

## O
- Oakbrook Terrace
- Oak Forest
- Oakland
- O'Fallon
- Oglesby
- Olney
- Oneida
- Oregon
- Orient
- Ottawa

## P
- Palos Heights
- Palos Hills
- Pana
- Paris
- Park City
- Park Ridge
- Paxton
- Pekin
- Peoria
- Peru
- Petersburg
- Pinckneyville
- Pittsfield
- Plano
- Polo
- Pontiac
- Princeton
- Prophetstown
- Prospect Heights

## Q
- Quincy

## R
- Red Bud
- Robinson
- Rochelle
- Rock Falls
- Rockford
- Rock Island
- Rolling Meadows
- Roodhouse
- Rosiclare
- Rushville

## S
- St. Charles
- St. Elmo
- St. Francisville
- Salem
- Sandwich
- Savanna
- Sesser
- Shawneetown
- Shelbyville
- Silvis
- South Beloit
- Sparta
- Springfield
- Spring Valley
- Staunton
- Sterling
- Streator
- Sullivan
- Sumner
- Sycamore

## T
- Taylorville
- Toluca
- Toulon
- Trenton
- Troy
- Tuscola

## U
- Urbana

## V
- Vandalia
- Venice
- Vienna
- Villa Grove
- Virden
- Virginia

## W
- Wamac
- Warrenville
- Warsaw
- Washington
- Waterloo
- Watseka
- Waukegan
- Waverly
- Wenona
- West Chicago
- West Frankfort
- West Peoria
- Wheaton
- White Hall
- Wilmington
- Winchester
- Windsor
- Witt
- Wood Dale
- Wood River
- Woodstock
- Wyoming

## Y
- Yorkville

## Z
- Zeigler
- Zion